# Bečka skupina
Bečka skupina je književna skupina u Hrvatskoj u doba modernizma, okupljena oko kulturno-političkog časopisa "Nada" (1898.). Oni su djelovali pod utjecajem bečke moderne i Hermanna Bahra.
Glavni ideolozi skupine bili su Milivoj Dežman Ivanov i Branimir Livadić. Milivoj Dežman zastupa smjer l'art pour l'art, ali u isto vrijeme ističe i nacionalnu te domoljubnu zadaću književnosti. Kroz svoja djela zalažu se za slobodu umjetničkog stvaranja, odnosno za autonomiju umjetnosti.

## Poveznice
- Praška skupina